# Anil Kapoor
Anil Kapoor (Mumbai, 24 dicembre 1959) è un attore e produttore cinematografico indiano.

## Biografia
Appartiene ad una delle famiglie più importanti di Bollywood: è figlio del produttore cinematografico Surinder Kapoor; ha due fratelli, Boney Kapoor, anch'egli produttore, e Sanjay Kapoor, attore. Ha una figlia, Sonam, anch'essa attrice. Durante la sua carriera ha ricevuto vari premi.

## Filmografia parziale

### Attore
- Hamare Tumhare, regia di Umesh Mehra (1979)
- Vamsa Vriksham, regia di Bapu (1980)
- Ek Baar Kaho, regia di Lekh Tandon (1980)
- Hum Paanch, regia di Bapu (1980)
- Shakti, regia di Ramesh Sippy (1982)
- Pallavi Anu Pallavi, regia di Mani Ratnam (1983)
- Rachna, regia di Sathish (1983)
- Woh 7 Din, regia di Bapu (1983)
- Mashaal, regia di Yash Chopra (1984)
- Meri Jung, regia di Subhash Ghai (1985)
- Yudh (1985)
- Karma, regia di Subhash Ghai (1986)
- Mr. India, regia di Shekhar Kapur (1987)
- Tezaab, regia di N. Chandra (1988)
- Eeshwar, regia di Jayant C. Paranjee (1989)
- Parinda, regia di Vinhu Vinod Chopra (1989)
- Ram Lakhan, regia di Subhash Ghau (1989)
- Lamhe, regia di Yash Chopra (1991)
- Beta, regia di Indra Kumar (1992)
- 1942: A Love Story, regia di Vidhu Vinod Chopra (1994)
- Virasat, regia di Priyadarshan (1997)
- Taal, regia di Subhash Ghai (1999)
- Pukar, regia di Rajkumar Santoshi (2000)
- Armaan, regia di Honey Irani (2003)
- Bewafaa, regia di Dharmesh Darshan (2005)
- Welcome, regia di Anees Bazmee (2007)
- Un truffatore in famiglia (Race), regia di Abbas-Mustan (2008)
- The Millionaire (Slumdog Millionaire), regia di Danny Boyle (2008)
- 24 – serie TV, 15 episodi (2010)
- Mission: Impossible - Protocollo fantasma (Mission: Impossible - Ghost Protocol), regia di Brad Bird (2011)
- Shootout at Wadala, regia di Sanjay Gupta (2013)
- Race 2 (2013)
- Amore in alto mare (Dil Dhadakne Do), regia di Zoya Akhtar (2005)
- Welcome Back, regia di Anees Bazmee (2015)
- Mubarakan (2017)
- Race 3 (2018)
- Animal, regia di Sandeep Reddy Vanga (2023)
- Fighter, regia di Siddharth Anand (2024)

### Produttore
- Badhaai Ho Badhaai, regia di Satish Kaushik (2002)
- Gandhi, my Father, regia di Feroz Abbas Khan (2007)

## Doppiatori italiani
- Pasquale Anselmo in 24, The Millionaire
- Alessandro Budroni in Mission: Impossible - Protocollo fantasma